# Bryce Young
Bryce Christopher Young (geboren am 25. Juli 2001 in Philadelphia, Pennsylvania) ist ein US-amerikanischer American-Football-Spieler auf der Position des Quarterbacks. Er spielte College Football für die Alabama Crimson Tide und gewann 2021 die Heisman Trophy als bester College-Football-Spieler. Im NFL Draft 2023 wurde Young als Gesamterster von den Carolina Panthers ausgewählt.

## Frühe Jahre und College
Young wurde in Philadelphia geboren, wuchs in Pasadena, Kalifornien, auf und begann im Alter von drei Jahren, Football zu spielen. Er besuchte zunächst zwei Jahre lang die Cathedral High School in Los Angeles. Als Sophomore verzeichnete er 3431 Yards Raumgewinn und 41 Touchdowns bei drei Interceptions im Passspiel und erlief darüber hinaus 287 Yards und acht Touchdowns. Bereits nach seiner zweiten Highschoolsaison hatte Young zahlreiche Stipendienangebote von großen College-Football-Programmen. Zur Saison 2018 wechselte er auf die Mater Dei High School in Santa Ana, die eine der stärksten Highschoolfootballmannschaften in Kalifornien hatte und bei der nach dem Abgang von J. T. Daniels in Richtung College die Position des Starting Quarterbacks verfügbar war. In der Saison 2019 wurde Young als Gatorade Football Player of the Year in Kalifornien, von USA Today als High School Football Player of the Year, sowie mit einigen weiteren Highschool-Ehrungen ausgezeichnet. Er gewann mit seinem Team die kalifornischen Staatsmeisterschaften und warf bei einer Passquote von 72,6 % für 4528 Yards und 58 Touchdowns, dabei unterliefen ihm sechs Interceptions. Young galt als einer der besten Highschool-Spieler seines Jahrgangs.
Ab 2020 ging Young auf die University of Alabama und spielte College Football für die Alabama Crimson Tide. Als Freshman war er der Ersatzquarterback für Mac Jones und kam zu einigen Kurzeinsätzen. Zu seinem ersten Einsatz am College kam er bei der Auftaktbegegnung gegen die Missouri Tigers im vierten Viertel. Gegen die Kentucky Wildcats gelang ihm mit einem Pass auf DeVonta Smith sein erster Touchdown. Alabama gewann in dieser Saison das College Football Playoff National Championship Game, in dem Young kurz vor dem Ende eingewechselt wurde. Nachdem Jones die Crimson Tide verlassen hatte und im NFL Draft 2021 von den New England Patriots ausgewählt worden war, wurde Young zu seinem Nachfolger als Alabamas Starting-Quarterback ernannt. Sein Debüt als Starter gab er am 4. September 2021 gegen die Miami Hurricanes. Dabei führte er Alabama zu einem 44:13-Sieg und erzielte 344 Yards Raumgewinn sowie vier Touchdowns im Passspiel. Bei der Partie gegen die Arkansas Razorbacks stellte Young mit 561 Passing-Yards einen neuen Rekord bei der Crimson Tide für die meisten Yards in einem Spiel auf. Mit 4322 Yards Raumgewinn im Passspiel, 43 Touchdownpässen bei vier Interceptions und 68 % erfolgreichen Pässen in der Regular Season führte Young in seiner ersten Saison als Starter Alabama als bestgesetztes Team mit einer Bilanz von zwölf Siegen und einer Niederlage in die College Football Playoffs. Young wurde von der Associated Press als Player of the Year ausgezeichnet und gewann den Maxwell Award sowie den Davey O’Brien Award. Bei der Wahl zur Heisman Trophy setzte Young sich gegen die Quarterbacks C. J. Stroud (Ohio State) und Kenny Pickett (Pittsburgh) sowie Defensive End Aidan Hutchinson (Michigan) durch. Young zog mit Alabama in das College Football Playoff National Championship Game, in dem man den Georgia Bulldogs mit 18:33 unterlag.
Nach der Saison 2022 gab Young am 2. Januar 2023 seine Anmeldung für den NFL Draft 2023 bekannt.
| 2020                         | Alabama | 7  | 13–22   | 59,1 | 156  | 1  | 0  | 133,7 |
| 2021                         | Alabama | 15 | 367–548 | 67,0 | 4872 | 47 | 7  | 167,4 |
| 2022                         | Alabama | 12 | 245–380 | 64,5 | 3328 | 32 | 5  | 163,2 |
| Gesamt                       | Gesamt  | 34 | 625–950 | 65,8 | 8356 | 80 | 12 | 165,0 |
| Quelle: sports-reference.com |         |    |         |      |      |    |    |       |

## NFL
Im NFL Draft 2023 wurde Young als Gesamterster von den Carolina Panthers ausgewählt. Ursprünglich hatten die Chicago Bears den ersten Pick im Draft besessen, die allerdings mit Justin Fields bereits einen jungen Quarterback im Kader hatten, sodass sie sich entschlossen, den ersten Pick im Austausch gegen mehrere Draftpicks sowie Wide Receiver D. J. Moore an Carolina abzugeben.

### NFL-Statistiken
| 2023                               | CAR    | 16 | 16 | 315–527 | 59,8 | 2.877 | 11 | 10 | 73,7 |
| 2024                               | CAR    | 14 | 12 | 234–384 | 60,9 | 2.403 | 15 | 9  | 82,2 |
| Gesamt                             | Gesamt | 30 | 28 | 549–911 | 60,3 | 5.280 | 26 | 19 | 77,3 |
| Quelle: pro-football-reference.com |        |    |    |         |      |       |    |    |      |